# Juillet 1860

## Événements
- 2 juillet : fondation de la ville russe de Vladivostok[1].

## Naissances
- 7 juillet : Gustav Mahler, compositeur († 18 mai 1911).
- 24 juillet : Alphonse Mucha, peintre tchèque († 1939).
- 29 juillet : René Schützenberger, peintre français († 31 décembre 1916).

## Décès
- 12 juillet : John Molson, homme d'affaires.